# The Hundredth Chance
The Hundredth Chance er en britisk stumfilm fra 1920 af Maurice Elvey.

## Medvirkende
- Dennis Neilson-Terry som Lord Saltash
- Mary Glynne som Maud Brian
- Eille Norwood som Dr. Jonathon Capper
- Sydney Seaward som Jack Bolton
- Teddy Arundell som Giles Sheppard
- Patrick Key som Bunny Brian
- Carmita Lascelles som Mrs. Sheppard